# Steggoa averincevi
Steggoa averincevi är en ringmaskart som beskrevs av Hartmann-Schröder 1986. Steggoa averincevi ingår i släktet Steggoa och familjen Phyllodocidae. Inga underarter finns listade i Catalogue of Life.